# Erythroxylum lanceolatum
Erythroxylum lanceolatum là một loài thực vật có hoa trong họ Erythroxylaceae. Loài này được (Wight) Walp. mô tả khoa học đầu tiên năm 1842.